# Labeo parvus
Espèce
Statut de conservation UICN

 LC  : Préoccupation mineure
Labeo parvus ou Labeo tibestii est une espèce de poisson du genre Labeo appartenant à la famille des cyprinidés.